# Добровольський Віталій Дмитрович
Добровольський Віталій Дмитрович (* 23 березня 1945, с. Дмитрівка, Запорізька область) — український художник, арт-дизайнер, графік, монументаліст. З 1948 по 1961 жив у м. Мелітополь, зараз мешкає у м. Харків.

## Освіта
Закінчив ізостудію у Мелітополі, 1958-61, пед. Ілларій Андрійович Чубич; Харків, художнє училище, 1961-66, пед. Микола Іванович Гнойовий; художньо-промисловий інститут (відділення інтер'єр і обладнання), 1966-71, пед. Борис Васильович Косарєв.

## Трудовий шлях
Працював: художник-проєктувальник художньо-промислового комбінату, 1971-95; головний художник Жовтневого р-ну м. Харкова, 1977-89; член міської художньої Ради, 1981-85; член Правління і голова секції «Арт-Дизайн» при харківському відділенні Спілки художників України. У 70-х - 80-х роках працював в галузі дизайну середовища.

## Творчий доробок
Віталієм Добровольським була створена велика кількість проєктів наочної агітації (напр. в інтер'єрах цехів станції «Автовазтехобслуговування», 1979; проєкт світлової установки для м. Харкова, що передбачає систему стендів, які трансформуються, 1980) і проєкти формування експозицій музейних інтер'єрів (проєкт музею «Історія ХТЗ» до 50-річчя тракторного заводу, 1981; проєкт експозиції музею історії самохідних шасі, 1985; інтер'єр експозиції музею історії парторганізації Жовтневого р-ну м. Харкова). У їхній основі концептуальне рішення, високий професіоналізм. Був створений масштабний концептуальний проєкт «Відродження України» для м. Енергодара, Запор. обл., 1993, що включає комплексне архітектурно-художнє рішення просторового середовища міста.
Найбільшим був проєкт архітектурно-художнього рішення інтер'єрного середовища навчальних корпусів Харківського педагогічного університету ім. Г.С.Сковороди, 1991-2000. Основне навантаження (змістове та естетичне) у формуванні духовного простору (вестибулі 1-2 поверхів, центральні сходи головного корпусу) типових будівель несуть п'ять вітражних циклів (100 вітражів), що прикрашають віконні прорізи: «Спадщина»» ( 1-2 цикли), «Калиновий дощ» (3 цикл), «Рідний край» (4 цикл), «Розкріпачений дух або Тяжкий шлях пізнання через насильство» (5 цикл). Для них є характерним філософське осмислення світової культури, історії та культури України, розкритої в розгорнутій системі конкретних образів, символів, алегорій. Стилістика характеризується лінійним і локально-колірним динамічним принципом, посиленим в 5 циклі мальовничою експресією.
Іншим видом творчої діяльності є станковий живопис, в якому він працює з 60-х рр. Більшість робіт 60-х рр. — реалістичні пейзажі камерного звучання, присвячені Криму: «Гора Кара-Даг», 1966, папір, олія; краєвидам Казахстану: «Дорога в пустелі», «Старі стіни фортеці Байрам-Алі», обидві 1968, картон, олія; мотивам Азова: «Азовські рибалки», 1970. 70-і роки — період осмислення художньої спадщини, пошуку свого шляху, звертання до різних стильових прийомів, філософському узагальненню, алегоричності: «Біг на місці», 1972, «Бенкет хижаків», 1978. Більшість робіт відрізняються фрагментарністю композиції — узагальненою великою формою, тональним рішенням: «Над прірвою», 1976, або експресивним колірним рішенням і утрируванням форм: «Жіночий портрет», «Та, що сидить у кріслі», обидві 1976.
Цілий ряд робіт присвячено оголеній жіночій моделі з різною інтерпретацією образа, з м'яким моделюванням і тонкими градаціями кольору: «Посмішка літа», 1978, картон, олія; «Оголена», «Рік білої кози», обидві 1991. У наступні роки ця тема набуває іншого трактування — колірну активність, монументальність форми: серія «Купальниці», 1999, «Купальниці на березі моря», 2000.
В 90-і роки — період творчої свободи, художник пише картини асоціативного, метафоричного характеру, які звернені до вічних філософських питань, актуальних особливо сьогодні: «Звідки й куди?», «У пошуках раю», обидві 1991. Він також створив ряд інтерпретацій на тему євангельських образів і мотивів, доведених до знаковості і символіки, посиленої в одних мальовничою стихійністю: «Невеличкі новини з Віфлієму», «Серце Христове», обидві 1993; в інших — живопис представляє барвисту субстанцію, виткану зі світло-вібруючих мазків. А робота «Я майже прийшов», 1995, сприймається як фрагмент фрески давніх часів.
Кілька картин Віталій Добровольский присвятив трагічним подіям в Україні — голодомору 1933 року: «Святе сімейство (Голодомор)», «Час, коли краса спить», обидві 1993. У картинах останніх років підсилюється символічний підтекст, колірна контрастність, експресія: «Відпочинок», «Ті, що йдуть шляхом», «Крик — 2000», всі 2000.
Велику увагу художник приділяє жанру натюрморту. Це класичний варіант із букетами квітів: «Троянди», 1966, к., о., або «непривабливі» мотиви в природному середовищі: «Колючки», «Після шторму» (обидва 1978) і тематичні: «Трудовий пайок», «Партизанський вузол» (обидва 1979), виконані в суворому стилі. Дуже любить писати фрукти великим планом на тлі умовного пейзажного середовища, дотримуючись декоративно-пластичних рішень, колірної експресії: «Фрукти. Коктебель», 1975; «Натюрморт з фруктами», 1991; «Плоди Півдня», 1999.
Художник також працює в жанрі портрета, звертаючись у ранніх роботах до психологічного розкриття, реалістичної манери («Автопортрет», 1964, картон, о., «Портрет дівчини», 1968, папір, темпера). У наступні роки віддає перевагу образній узагальненості, емоційності та мальовничо-пластичному експерименту: «Жіночий портрет», 1976, «Портрет дружини», 1999.
Значну частину представляють акварельні роботи переважно з пейзажними мотивами камерних куточків природи, написаних з натури, відзначених декоративністю («Взимку», «Ранкові тіні», обидві 1970) або тонкими колірними градаціями («Сонячний ранок», 1970). Іноді зображує багатопланові пейзажі («Літній ранок», 1978). Об'єктом особливої уваги є Крим, пейзажі якого постають монументальними, вирізняються мальовничою свободою та соковитістю кольору: «Хребти Кара-Дага», 1975; «Голубі скелі», 1977.
У різноманітних за композицією портретах («Юність», 1970; «Автопортрет у солдатській формі», 1973 та ін.) — психологічність, велика форма, тональне або мальовничо-графічне рішення. Монументальність форми, соковитість кольору, бархатистість властиві натюрмортам: «Червоний тюльпан», 1970; «Червона калина», 1973; «Натюрморт з чорною смородиною», 1978. Працює також у техніці пастелі: «Враження від Італії», 1995; «Соняшники у синій вазі», «Автопортрет», 1999. Майстерністю відрізняються малюнки в різних матеріалах: «Моя наречена», 1976, туш, перо; «Син», 1980; «Музика», 1997; «Диня», 1999 — все папір, олівець; «Автопортрет», 1999, кол. фломастер; «Бабуся з онукою», 1967; «І. Чубич грає Баха», 1968, обидва - туш, пензель. Також працював у техніку літографії та офорта.

## Роботи

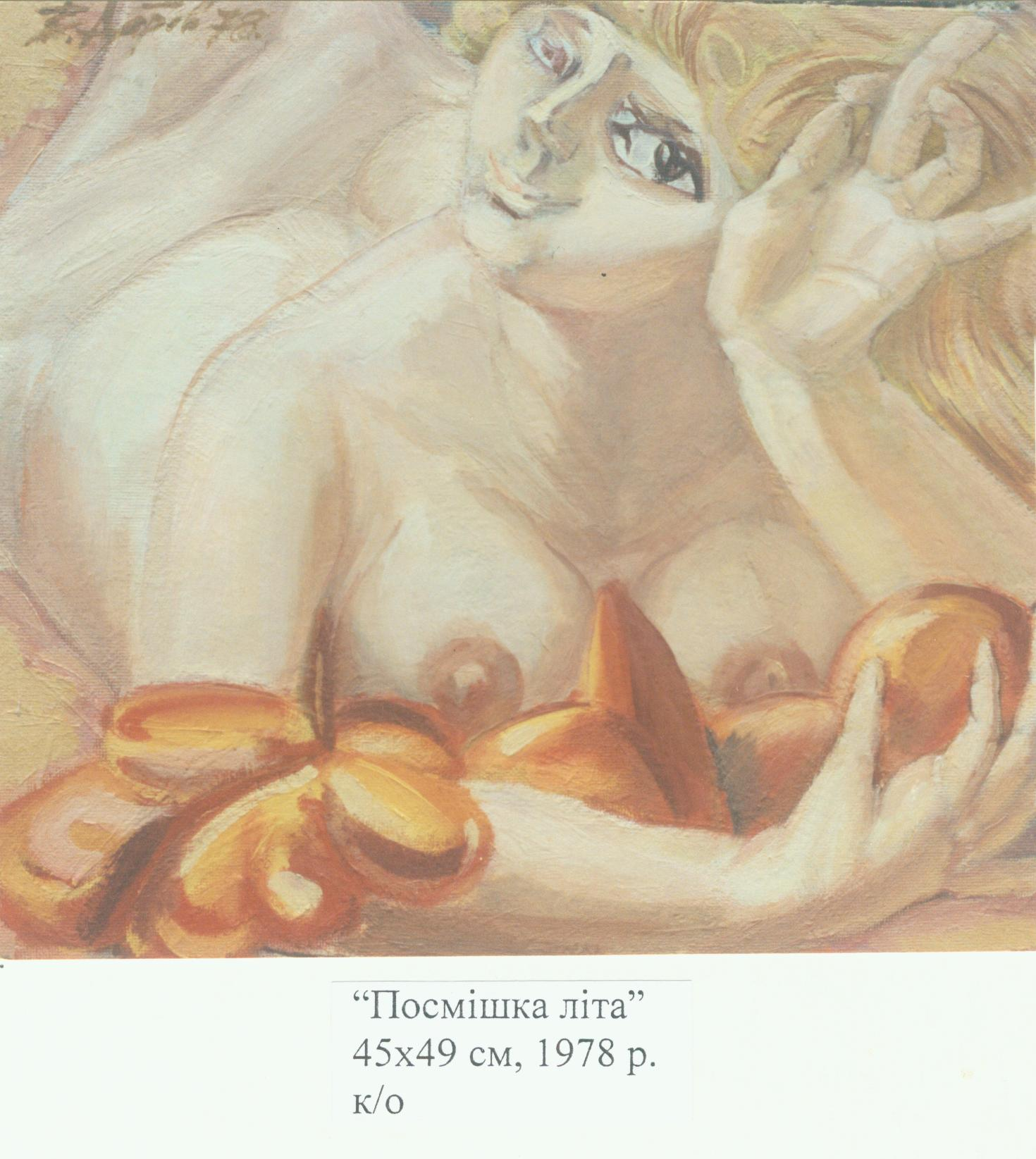
Посмішка літа
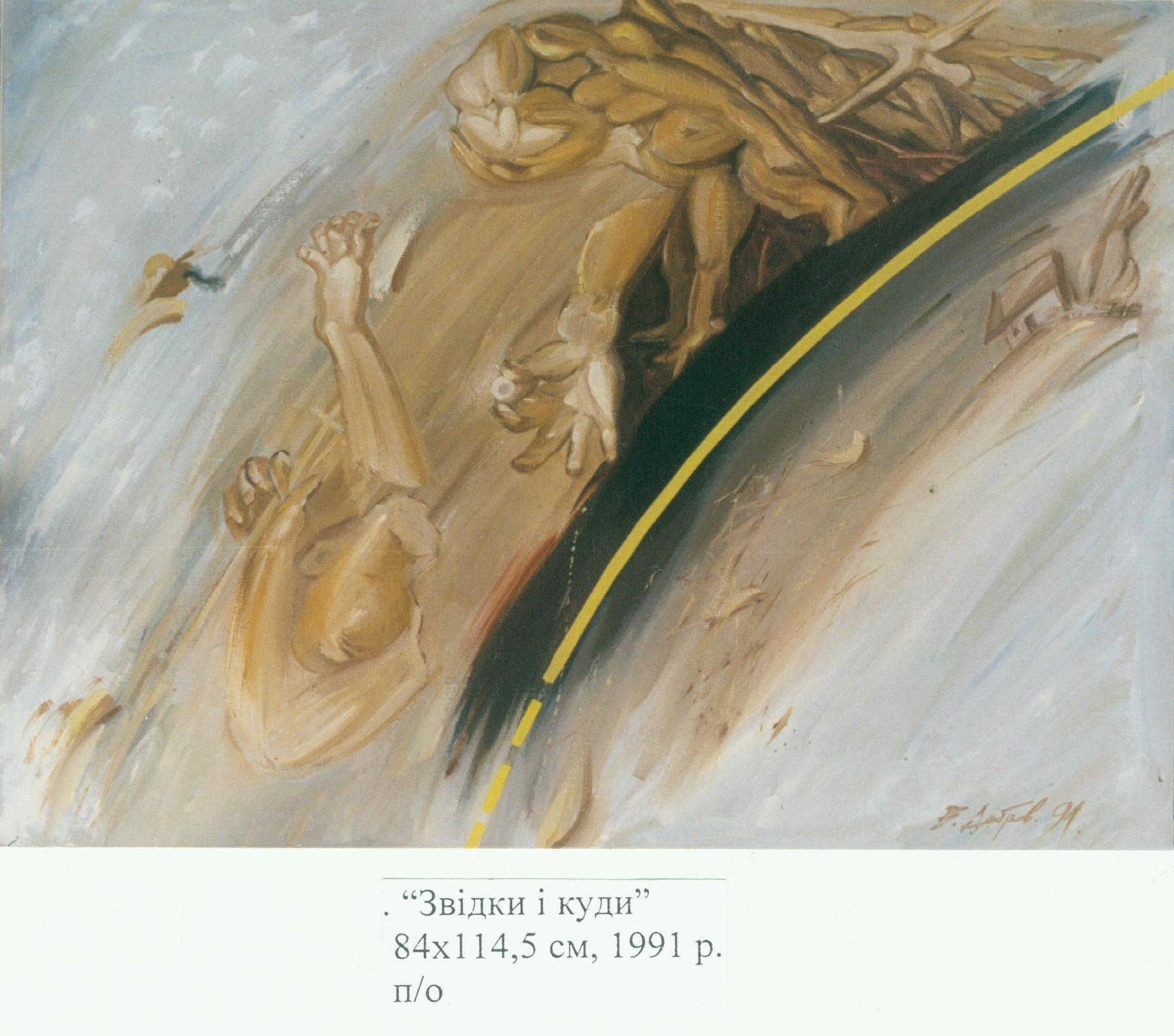
Звідки і куди?
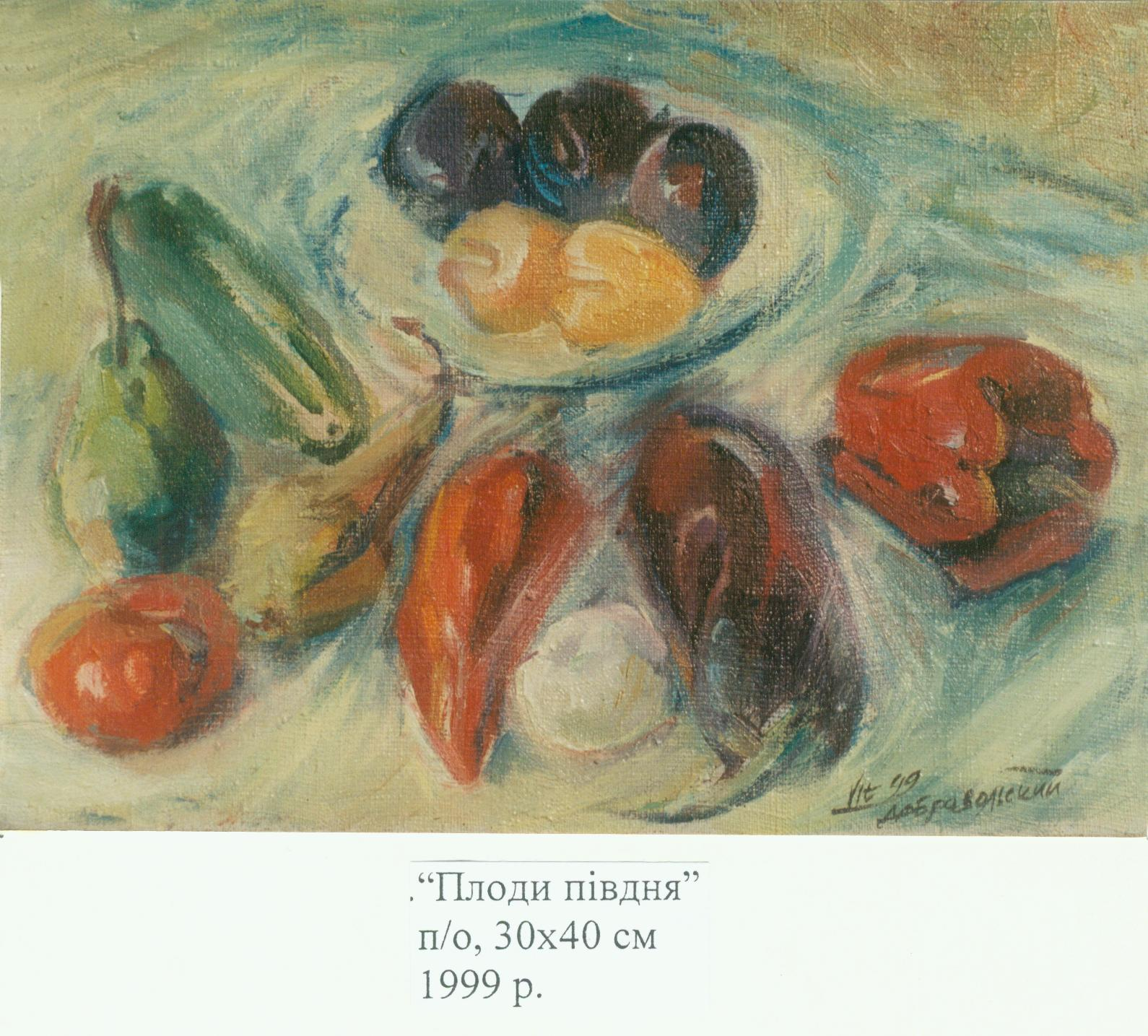
Плоди півдня
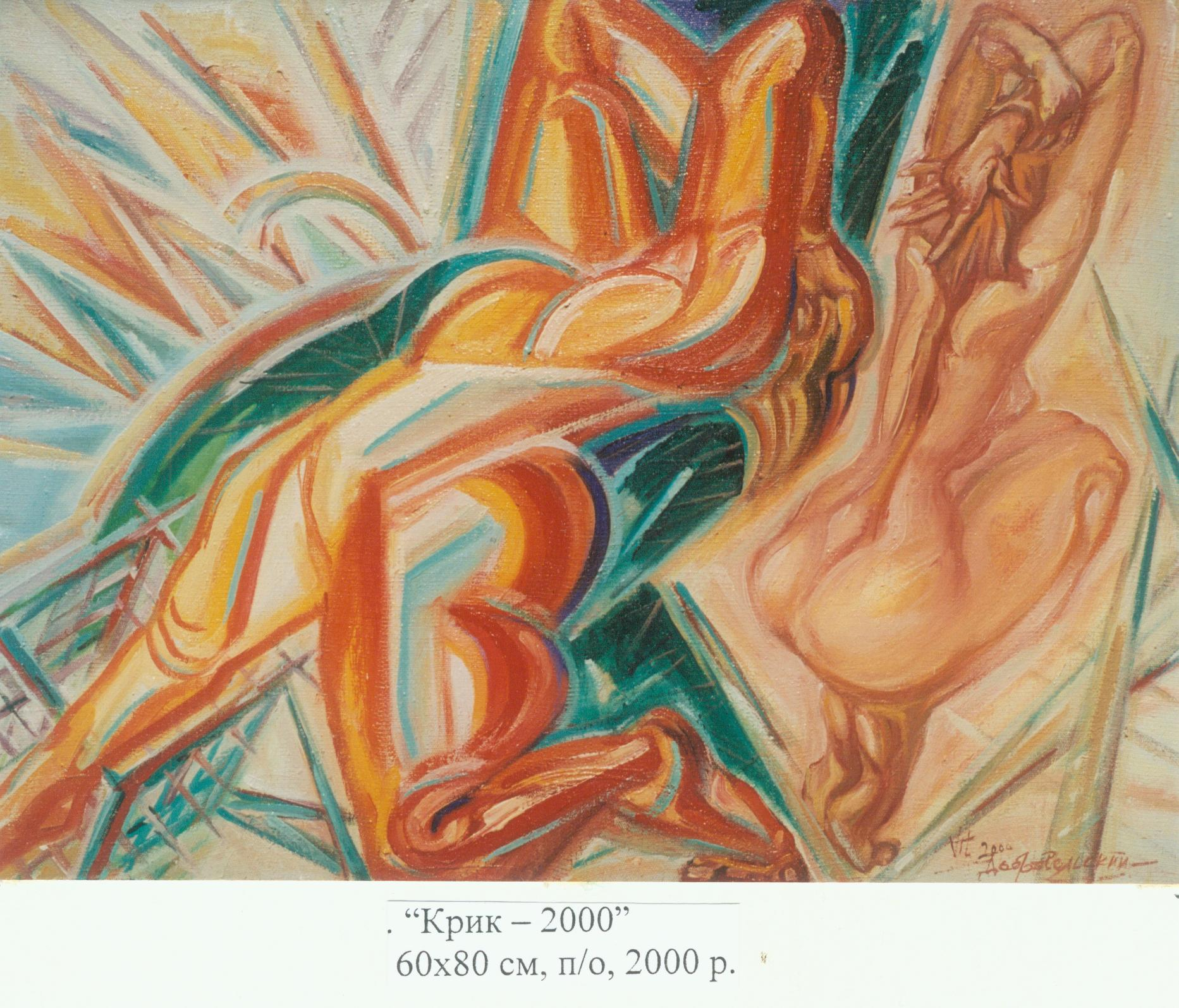
Крик - 2000
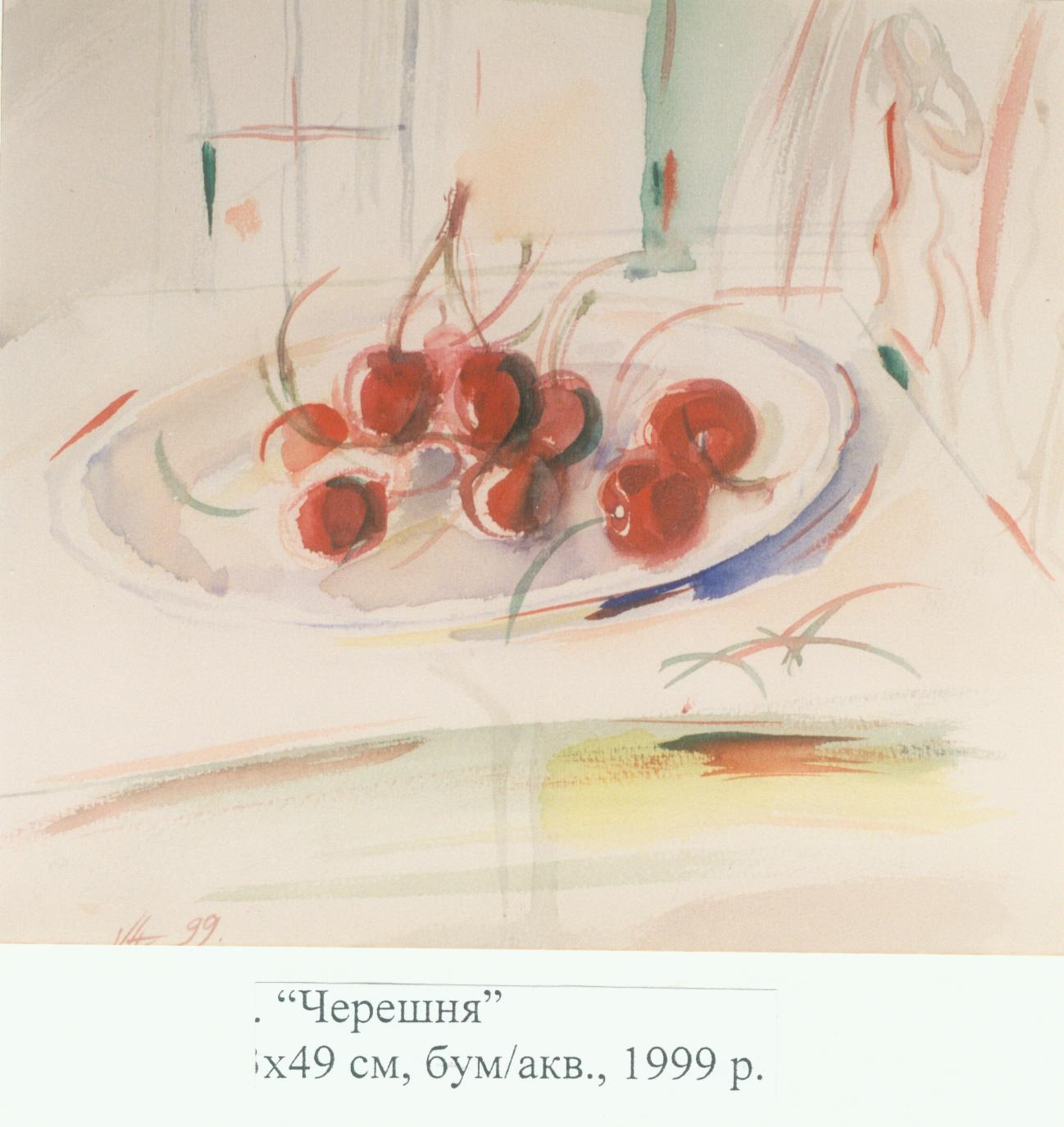
Черешня